# Alaçatı
Alaçatı est une commune turque de la province d'Izmir. Elle est située en bord de mer, près de Çeşme, sur la péninsule d'Urla. Elle est connue pour son architecture et ses moulins datant de plus de 150 ans. Depuis quelques années, la ville s'est spécialisée dans la production de vin. Mais ce qui l'a rendue probablement la plus célèbre, c'est son eau claire et cristalline presque toujours accompagnée de vent, qui attire chaque été de nombreux amateurs de planche à voile et de kitesurf. Alaçatı accueille les meilleurs véliplanchistes du monde. Chaque année, une épreuve de la PWA World Cup, sponsorisée par Pegasus Airlines, a lieu à Alaçatı.

## Historique
Pendant l'Antiquité, la région faisait partie de l'Ionie et la cité s'appelait Agrilia.
Au XIXe siècle, les habitants de l'île voisine de Chios ont été incités à s'installer dans la région pour effectuer des travaux de drainage des marais. Une nouvelle agglomération est alors construite par ces ouvriers grecs à deux kilomètres au nord du port. Ces Grecs ont introduit dans la région la viniculture. La petite bourgade compta jusqu'à 13 845 habitants, en 1895, dont 80 % de Grecs orthodoxes. Après le traité de Lausanne de 1923, les échanges de population qui en ont résulté ont provoqué une perte importante d'activité. La nouvelle population musulmane s'est lancée dans la culture du tabac qui a assuré la prospérité de la région jusque dans les années 1980.
Depuis les années 1990, le tourisme redonne une certaine activité à la région devenue le rendez-vous des véliplanchistes.